# Sarezzo
Sarezzo är en ort och kommun i provinsen Brescia i regionen Lombardiet i Italien. Kommunen hade 13 289 invånare (2018).